# Босио, Джеймс
Джеймс Босио (англ. James Bosio; 27 марта 1991, Гибралтар) — гибралтарский футболист, защитник клуба «Европа» и сборной Гибралтара.

## Биография

### Клубная карьера
Воспитанник клуба «Колледж Европа». Начинал выступать в чемпионате Гибралтара ещё до вступления страны в УЕФА, был игроком команды «Манчестер 62». В 2015 году перешёл в «Гибралтар Юнайтед», где провёл один сезон. После годичной паузы, вернулся в футбол в 2017 году и провёл 2 матча за «Олимпик 13» во втором дивизионе Гибралтара. Летом 2018 года перешёл в клуб высшей лиги «Лайонс Гибралтар», где провёл следующие три сезона. В 2021 году подписал контракт с клубом «Европа». В его составе дебютировал в еврокубках, сыграв в первом отборочном раунде Лиги конференций против «Кауно Жальгирис».

### Карьера в сборной
Впервые был вызван в сборную Гибралтара в ноябре 2020 года на матч Лиги наций УЕФА против сборной Лихтенштейна, но на поле не вышел. Дебютировал за сборную Гибралтара 24 марта 2021 года в матче отборочного турнира чемпионата мира 2022 со сборной Норвегии, в котором вышел на замену на 67-й минуте вместо Киана Ронана.
Интересно, что до 2018 года за сборную Гибралтара выступал его тёзка-однофамилец, уроженец Дублина, Джеймс Луис Босио, однако он завершил карьеру в 2021 году.